# Beka (entreprise)
Pour les articles homonymes, voir Beka.
Beka est une entreprise allemande.

## Histoire
Beka fut créée en 1899 à Betzingen (Allemagne) par Daniel Braun et Jakob Kemmler.
Au fil des ans, Beka se spécialise dans la production de batteries de cuisine.
En 1991, Beka s'attaque au marché français et développe Beka France.
En 2000, depuis son rachat par le groupe industriel belge Allinox, son siège social se trouve désormais à Oostrozebeke (Belgique).